# Beefcake
Beefcake (traducibile in bisteccone o bel manzo) è un termine inglese che indica il  corpo maschile palestrato, nudo o semi-nudo. Il termine può essere usato in senso spregiativo oppure inteso come palestrato nella sua accezione positiva; e anche in senso denigratorio: manzo, pompato, palestrato nella sua accezione negativa o irriverente. La parola veniva usata maggiormente tra gli anni cinquanta e settanta del XX secolo e definiva modelli intenti a esibire il proprio corpo muscoloso ritratto in costumi ridottissimi, proprio come accadeva con le pin-up.

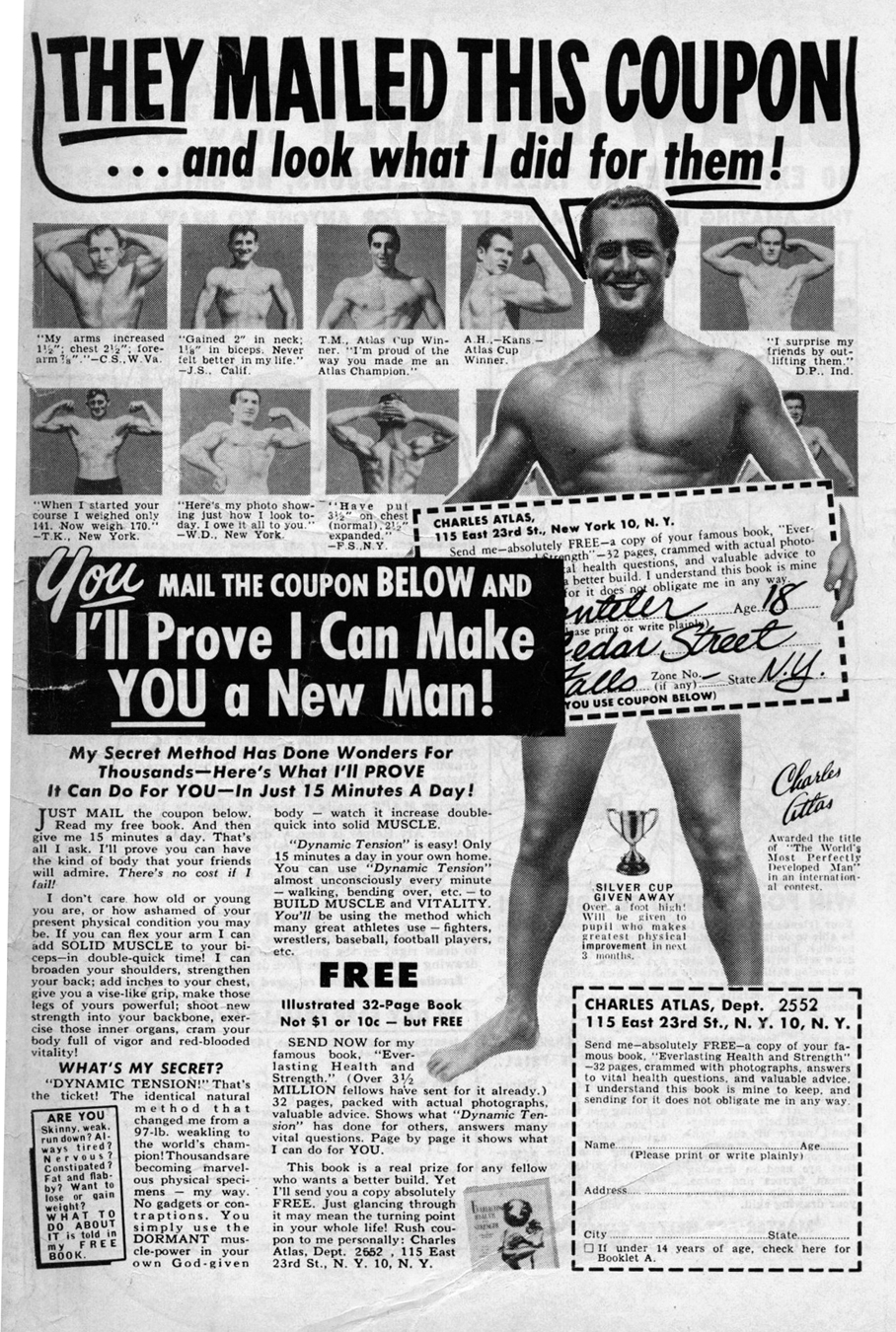
Pubblicità del 1953.

L'espressione, di difficile traduzione in italiano, deriva da un gioco di parole tra beef (manzo) e cake (torta), che crea una risposta maschile a cheesecake, letteralmente torta al formaggio, ma che in slang è  usato per definire il corpo femminile seminudo.
In passato la figura maschile era molto meno raffigurata nella fotografia rispetto alla figura femminile, basti pensare alle attrici hollywoodiane che con il loro sex appeal lasciavano poco spazio alle esibizioni degli attori uomini. Tuttavia, nei primi anni venti, stelle del cinema come Rodolfo Valentino e Ramón Novarro riuscirono a porre in evidenza la propria prestanza fisica.
Attori come Johnny Weissmuller e Buster Crabbe, interpretando Tarzan, mostrarono la propria prestanza fisica, contribuendo all'aumento di scene in cui attori come Tyrone Power, Guy Madison, Sterling Hayden e Victor Mature mostravano i propri pettorali.
Tra il 1940 e il 1950, vi fu un incremento del nudo maschile nella fotografia, nello stesso periodo nacquero numerose riviste di fitness e cura del corpo in cui venivano ritratti culturisti in pose statuarie. Tali riviste contribuirono all'affermarsi della moda del culturismo e allo sdoganamento della fisicità maschile nel cinema. L'attore muscoloso Steve Reeves, divenne una star hollywoodiana grazie ai film di genere peplum, in cui recitava in abiti ridottissimi mettendo in risalto i propri muscoli. Nel corso degli anni, molti attori hanno occasionalmente posato per scatti beefcake, come Errol Flynn, Robert Taylor, Rory Calhoun, Peter Lupus, Rod Taylor e Joe Dallesandro. Anche Elvis Presley apparve in alcuni dei suoi film a petto nudo.
Dal 1970 in poi molti attori, Sam J. Jones, Tom Selleck, Mark Harmon e Burt Reynolds, posarono per fotografie beefcake, ma il vero periodo d'oro per il fenomeno beefcake avvenne dopo la nascita della rivista Playgirl, incentrata esclusivamente sul nudo maschile.
Con la nascita della pornografia gay e il suo continuo proliferare, il beefcake si divise sostanzialmente in due filoni, da un lato la produzione pornografica e dall'altro il cinema, la pubblicità e la moda, in cui attori e modelli spesso posano in modo ammiccante, dando vita alla commercializzazione del sex symbol maschile. Basti pensare al celebre spot della Levi's in cui Nick Kamen attende in lavanderia che i suoi blue jeans siano pronti rimanendo solamente in boxer, o alle campagne pubblicitarie della Calvin Klein con modelli come Antonio Sabàto Jr. e Mark Wahlberg.
L'uomo beefcake è attuale nel cinema moderno, basti pensare a Brad Pitt in Troy, che per interpretare Achille ha dovuto modellare la propria muscolatura, mostrandola per gran parte del film. Da citare anche la fisicità mostrata da Russell Crowe ne Il gladiatore e da Gerard Butler in 300.
Nel 1998 è stato realizzato un film omonimo che racconta la storia della Athletic Model Guild e del suo fondatore Bob Mizer, prima azienda conosciuta per le sue pubblicazioni erotiche.

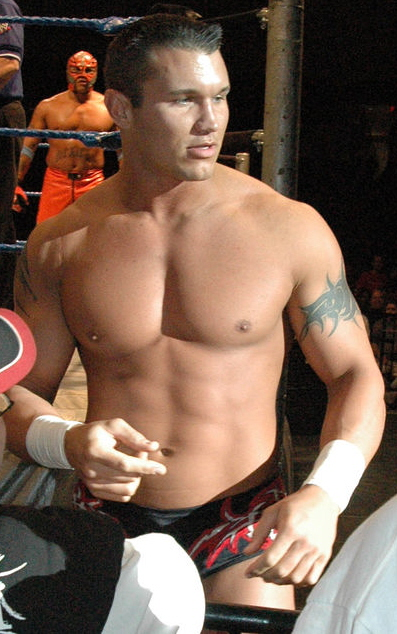
Randy Orton, esempio moderno di beefcake.